# جون باور (لاعب كرة قدم)
جون باور (بالإنجليزية: John Bauer)‏ (و. 1932  م) هو لاعب كرة قدم أمريكية، من الولايات المتحدة، ولد في بنتون، يلعب كحارس ‏.

## التعليم
تعلم في جامعة إلينوي ‏.